# プロイセン船舶関税
プロイセン船舶関税（プロイセンせんぱくかんぜい。licent i preussen）とは、1629年のアルトマルク休戦協定によってスウェーデンが獲得したメーメル、ダンツィヒ平原の諸都市の徴税権の内、メーメルからダンツィヒに至る東プロイセンの沿岸都市から徴収された船舶の入港税（関税）である。

## 概要
休戦協定の締結に伴って付与された6年間の期限付きの徴税権であり、具体的には、ダンツィヒでの入港税は3分の2、その他の貿易港では、スウェーデンによる自由な処理が認められた。
6年間という期限付きながら、この徴税はスウェーデンの国庫を潤した。多い時でスウェーデンの国家歳入の5分の1に達する程であったが、その殆どが当時のドイツ三十年戦争での戦費に当てられた。
この権利は、1635年に締結されたポーランドとのストゥムスドルフの和約では更新されず撤廃された。
スウェーデンにとっては経済的に恩恵を受けたものの、プロイセン沿岸都市にとっては搾取以外に他ならず、経済的なダメージは深刻であった。そのため、この地域の貿易と文化は、同時代において「黄金時代」の最中にあったが、その後は、全体的に衰退して行く事となった。